# استارتاپ گرایند
استارتاپ گرایند (به انگلیسی: Startup Grind) یک برنامه جهانی در جهت حمایت از کارآفرینان و بنیانگذاران کسب و کارهای نوپا و تقویت روابط کاری آنان در جامعه است. این برنامه با هدف آموزش، تشویق و ارتباط سازی کمک می‌نماید تا سودبران حاضر در اکوسیستم استارتاپی شهرهای مختلف با یکدیگر در ارتباط باشند و از تجربیات هم بیاموزند. این برنامه پس از گذشت چهار سال از آغاز، اکنون در اغلب شهرهای معتبر دنیا توسط نمایندگان منطقه‌ای برگزار شده و بیش از ۷۵۰۰۰ نفر عضو از کشورهای مختلف دارد و اعتبار جهانی آن به حدی رسیده که شرکت گوگل با حمایت‌های خود به همکاری با آن پرداخته است.
این برنامه با برگزاری رویدادهای ماهانه در بیش از هشتاد شهر دنیا از موسسین موفق استارتاپ‌ها و کسب و کارهای مبتنی بر وب و فناوری دعوت می‌نماید تا طی یک مصاحبه یک ساعته در فضایی کاملاً دوستانه داستان، کسب و کار و زندگی حرفه‌ای خود را با حاضرین سهیم شده و از چالش‌ها و موفقیت‌های خود سخن بگویند. پس از هر مصاحبه بستری فراهم است که میهمانان ضمن گفتگوی آزاد انفرادی با یکدیگر آشنا شده و از کارها و پروژه‌های خود جویا شوند و شبکه ایجاد کنند. از جمله ویژگی‌هایی که به رشد و گسترش این رویداد کمک نموده ضبط و ارسال ویدئویی تصویر برگزاری بر روی وب‌گاه جهانی استارتاپ گرایند و شبکه‌های ویدئویی است به طوری که علاقه‌مندان می‌توانند از هر کجای دنیا به تماشای مصاحبه با کارآفرینان شهرهای مختلف دنیا نشسته و از تجربیات و درس‌های آموزنده آن جهت راه‌اندازی کسب و کار خود بهره ببرند.
استارتاپ گرایند اعلام کرد تا سال ۲۰۱۳ موفق شده‌است ۵۰ شعبه در ۲۰ کشور و ۲۰٫۰۰۰ شرکت‌کنندهٔ کارآفرین در رویداد همان سال داشته باشد.

## اهداف این برنامه
1. آشنایی با مؤسسین استارتاپ‌ها
2. شنیدن داستان پیدایش یک استارتاپ
3. جستجو و یافتن همکار جدید
4. آشنایی با نیروی متخصص تازه
5. شکل‌دهی و اجرایی کردن ایده‌ها
6. آماده‌شدن برای راه‌اندازی استارتاپ بعدی

## استارتاپ گرایند در ایران
در حال حاضر این رویداد بزرگ در شهرهای اصفهان، تهران، شیراز، اراک ، یزد و رشت برگزار می‌گردد و میهمانانی همچون محمدجواد شکوری مقدم و رضا غیابی را در برنامه داشته است. 
از اسفند ماه ۱۳۹۴، شهر تهران دیگر میزبان این رویداد نبوده است. 